# Virgin Fleet
Virgin Fleet (聖少女艦隊バージンフリート Seishōjo Kantai Virgin Fleet?) es una miniserie en formato OVA de 1998 creada por Ouji Hiroi (de Sakura Wars) y Yasuhiro Imagawa, producida por AIC y Beam Entertainment. Un videojuego a modo de secuela fue lanzado para la consola PlayStation en 1999.

## Argumento
En Japón, una serie de chicas poseen un poder especial conocido como poder virginal. Las jóvenes que pudieron obtener buen control del mismo han sido vistas exhibiendo habilidades telekinéticas muy poderosas que destruyeron grandes objetos y ganaron una guerra. 15 años después del cese de fuego, ha aparecido un nuevo brote de la misma. Sin desperdiciarlo, se enlista a todas las chicas en una academia naval especial que forme parte de la élite Virgin Fleet. Como requisito indispensable, las mismas deben ser vírgenes.
La trama se centra en Shiozake Umino, quien se debate entre el amor a su novio o su fidelidad al Virgin Fleet.

## Personajes
Shiokaze Umino (海野 潮風?)
Voces: Sumi Shimamoto - Mónica Villaseñor (Doblaje México)
Mau Sakisaka (咲坂 舞?)
Voces: Kousuke Okano - Emmanuel Rivas (Doblaje México)
Satsuki Yukimizawa (雪見沢 五月?)
Voces: Satsuki Yukino - Gaby Beltrán (Doblaje México)
Komachi Kusatsuzuki (草津月 小町?)
Voces: Chinami Nishimura - Isabel Martiñón (Doblaje México)
Hidemaro Hirose (広瀬 英麻呂?)
Voces: Gara Takashima - Teresa Ibarrola (Doblaje México)
General Tatsutagawa (達田川?)
Voces: Tatsuyuki Jinnai - Ismael Castro (Doblaje México)
Comandante Wakamoto (若本?)
Voces: Norio Wakamoto - Paco Mauri (Doblaje México)
Kohka Hirose (広瀬 光華?)
Voces: Mami Koyama - Maru Guerrero (Doblaje México)
Suzukure Mibuno (壬生ノ 涼暮?)
Voces: Kazue Komiya - Anabel Méndez (Doblaje México)
Hatsuki Fujiwara (藤原 初見?)
Voces: Mari Yokoo - Alejandra de la Rosa (Doblaje México)
Ise Haruoshimi (春惜 伊勢?)
Voces: Mariko Kouda - Love Santini (Doblaje México)
Mari Sakisaka (咲坂 茉莉?)
Voces: Ai Satō - María Fernanda Morales (Doblaje México)
Sada (ディーゼルの貞?)
Voces: Kappei Yamaguchi - Carlos Hernández (Doblaje México)

## Anime
Los OVAs consistieron en tres episodios lanzados del 25 de abril al 25 de octubre de 1998, y fueron puestos en venta en VHS, Laserdisc y DVD por Beam Entertainment. En América Latina fueron estrenados por las pantallas del canal Locomotion en el año 2000, con doblaje al español hecho en México.

### Música
Opening:
- Aitsu por Sumi Shimamoto.

Ending:
- Virgin Fleet Go! Go! por Sumi Shimamoto, Satsuki Yukino, Chinami Nishimura.